# Лавал
Вижте пояснителната страница за други значения на Лавал.
Лавал (на френски: Laval) е третият по големина град в провинция Квебек, Канада.

## География
Градът е разположен на остров Ил Исус в река Сейнт Лорънс, северно от Ил дьо Монреал и на около 15 километра от центъра на Монреал. Дължи името си на Франсоа дьо Лавал – първия римокатолически епископ на Квебек.
Населението му е 376 845 жители според данни за 2006 г. По-голямата част от житлите му са френскоговорещи, но поради непосредствената близост на града до космополитния Монреал има и много емигранти, най-вече от арабски произход.

## Икономика
Ил Исус първо е предоставен на йезуитите през 1636 г. Преди това известен като място за отдих през лятото за монреалци, Лавал бързо се разраства и се превръща в град с важна производствена и индустриална база.
Икономиката е базирана основно на сектора на услугите, но има и голям производствен сектор. Традиционна икономика е селското стопанство и минното дело, които предоставят възможност за развитието на металургията, фармацевтиката и хранителната промишленост. Основни стълбове на индустрията са развитието на биотехнологиите, градинарството и производството на хранителни продукти. Също така добре развити са информационните технологии, аеронавтиката и космическите изследвания.